# Eparchia di Šuja

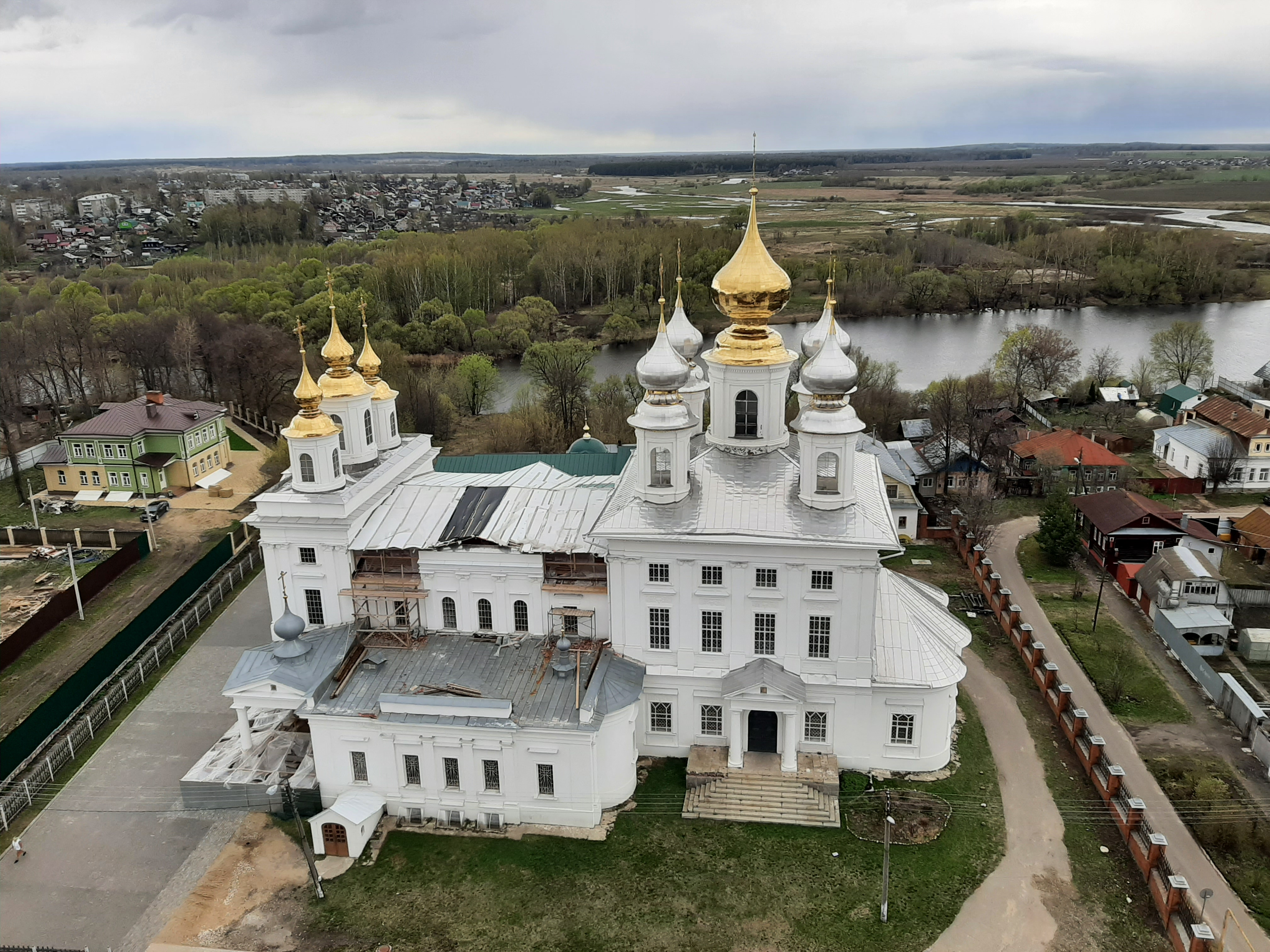
La cattedrale della Resurrezione di Šuja.

L'eparchia di Šuja (in russo Шуйская епархия?) è una diocesi della Chiesa ortodossa russa, appartenente alla metropolia di Ivanovo.

## Territorio
L'eparchia comprende i rajon Gavrilovo-Posadskij, Il'inskij, Komsomol'skij, Ležnevskij, Savinskij, Tejkovskij, Šujskij e Južskij nella oblast' di Ivanovo nel circondario federale centrale.
Sede eparchiale è la città di Šuja, dove si trova la cattedrale della Resurrezione.
L'eparca ha il titolo ufficiale di «eparca di Šuja e Tejkovo».

## Storia
L'eparchia è stata eretta dal Santo Sinodo della Chiesa ortodossa russa il 7 giugno 2012, ricavandone il territorio dall'eparchia di Ivanovo-Voznesensk.